# Serie A 2006-2007 (calcio femminile)
L'edizione 2006-2007 è stata la quarantesima edizione del campionato italiano di Serie A femminile di calcio.
Il Bardolino Verona ha conquistato lo scudetto per la seconda volta nella sua storia. Sono retrocesse in Serie A2 il Vigor Senigallia e il Porto Mantovano, mentre l'Agliana ha rinunciato a iscriversi alla stagione successiva e si è sciolta. Il titolo di capocannoniere della Serie A è andato per la settima volta a Patrizia Panico, autrice di 21 reti.

## Stagione

### Novità
Al termine stagione 2005-2006 l'Atletico Oristano e l'Atalanta sono state retrocesse in Serie A2. Al loro posto sono stati promossi il Porto Mantovano, vincitore del girone A della Serie A2, e il Firenze, vincitore del girone B della Serie A2. Dopo la rinuncia, e successivo scioglimento, del Monti del Matese Bojano, l'Atalanta è stato riammessa in Serie A.

### Formato
Le 12 squadre partecipanti si affrontano in un girone all'italiana con partite di andata e ritorno per un totale di 22 giornate.
La squadra campione d'Italia si qualifica alla UEFA Women's Cup 2007-2008.
Le ultime due classificate retrocedono in Serie A2.

## Squadre partecipanti
| Club             | Stagione | Città                      | Stagione precedente    |
| ---------------- | -------- | -------------------------- | ---------------------- |
| Agliana          | dettagli | Agliana (PT)               | 7º posto in Serie A    |
| Atalanta         | dettagli | Almenno San Salvatore (BG) | 11º posto in Serie A   |
| Bardolino Verona | dettagli | Bardolino (VR)             | 2º posto in Serie A    |
| Fiamma Monza     | dettagli | Monza                      | Campione d'Italia      |
| Firenze          | dettagli | Firenze                    | 1º posto in Serie A2/B |
| ACF Milan        | dettagli | Milano                     | 6º posto in Serie A    |
| Porto Mantovano  | dettagli | Porto Mantovano (MN)       | 1º posto in Serie A2/A |
| Reggiana         | dettagli | Reggio nell'Emilia         | 10º posto in Serie A   |
| Tavagnacco       | dettagli | Tavagnacco (UD)            | 9º posto in Serie A    |
| Torino           | dettagli | Torino                     | 3º posto in Serie A    |
| Torres           | dettagli | Sassari                    | 4º posto in Serie A    |
| Vigor Senigallia | dettagli | Senigallia (AN)            | 5º posto in Serie A    |

## Allenatori e primatisti
| Squadra          | Allenatore                                        | Giocatrice più presente (tra parentesi il numero delle presenze)                                                               | Capocannoniere (tra parentesi il numero dei gol segnati) |
| ---------------- | ------------------------------------------------- | --- | -------------------------------------------------------- |
| Agliana          | Alberto Ghimenti                                  | Serena Ciardelli, Michela Cupido, Paola Mauro (22)                                                                             | Caterina Di Costanzo (5)                                 |
| Atalanta         | Michele Zonca                                     | Barbara Bruscaini (22) | Manuela Mangili (9)                                      |
| Bardolino Verona | Renato Longega                                    | Laura Barbierato, Valentina Boni, Melania Gabbiadini, Patrizia Panico, Penelope Riboldi, Michela Rodella, Alessia Tuttino (22) | Patrizia Panico (21)                                     |
| Fiammamonza      | Nazzarena Grilli                                  | Laura Donghi (22) | Venusia Paliotti (8)                                     |
| Firenze          | Francesco Ciolli                                  | Alessandra Barreca, Sara Colzi, Alia Guagni, Ilaria Leoni, Elisabetta Spina (22)                                               | Francesca Baglieri (6)                                   |
| Milan            | Giuseppe Paolo Mincioni                           | Maruska Bernardi, Cristina Cassanelli, Daniela Turra (22)                                                                      | Alice Cama, Cristina Cassanelli (4)                      |
| Porto Mantovano  | Leonardo Donella                                  | Silvia Eccher (22) | Moira Placchi (4)                                        |
| Reggiana         | Milena Bertolini                                  | Veronica Brutti, Roberta Casile, Daniela Sabatino (22)                                                                         | Teresina Marsico (12)                                    |
| Tavagnacco       | Roberto Modonutti                                 | Elena Stabile (22) | Paola Brumana (13)                                       |
| Torino           | Giancarlo Padovan                                 | Maria Ilaria Pasqui (22) | Maria Ilaria Pasqui (17)                                 |
| Torres           | Roberto Ennas                                     | Elisabetta Tona (22) | Pamela Conti (15)                                        |
| Vigor Senigallia | Mario Andreini (1ª-10ª) Davide Cecchini (11ª-22ª) | Elisa Rosciani (22) | Evelyn Vicchiarello (13)                                 |

## Classifica finale
|  | Pos. | Squadra          | Pt | G  | V  | N  | P  | GF | GS | DR  |
|  | ---- | ---------------- | -- | -- | -- | -- | -- | -- | -- | --- |
|  | 1.   | Bardolino Verona | 57 | 22 | 18 | 3  | 1  | 71 | 19 | +52 |
|  | 2.   | Torino           | 44 | 22 | 13 | 5  | 4  | 57 | 28 | +29 |
|  | 3.   | Fiamma Monza     | 35 | 22 | 8  | 11 | 3  | 33 | 16 | +17 |
|  | 4.   | Torres           | 34 | 22 | 9  | 7  | 6  | 49 | 39 | +10 |
|  | 5.   | Reggiana         | 33 | 22 | 9  | 6  | 7  | 42 | 24 | +18 |
|  | 6.   | ACF Milan        | 28 | 22 | 7  | 7  | 8  | 20 | 29 | -9  |
|  | 7.   | Tavagnacco       | 28 | 22 | 8  | 4  | 10 | 35 | 54 | -19 |
|  | 8.   | Atalanta         | 26 | 22 | 7  | 5  | 10 | 27 | 33 | -6  |
|  | 9.   | Agliana          | 24 | 22 | 5  | 9  | 8  | 25 | 31 | -6  |
|  | 10.  | Firenze          | 24 | 22 | 6  | 6  | 10 | 28 | 35 | -7  |
|  | 11.  | Vigor Senigallia | 20 | 22 | 5  | 5  | 12 | 37 | 58 | -21 |
|  | 12.  | Porto Mantovano  | 8  | 22 | 2  | 2  | 18 | 19 | 77 | -58 |

Legenda:
      Campione d'Italia e ammessa alla UEFA Women's Cup 2007-2008.
      Retrocesse in Serie A2 2007-2008.
Note:
Tre punti a vittoria, uno a pareggio, zero a sconfitta.

## Risultati

### Calendario
| andata     | 1ª giornata               | ritorno     |
| 7 ott 2006 |                           | 27 gen 2007 |
| 1-2        | Agliana-Vigor             | 2-2         |
| 3-1        | Bardolino Verona-Atalanta | 3-1         |
| 1-0        | Fiammamonza-Firenze       | 1-0         |
| 1-0        | Milan-Tavagnacco          | 0-1         |
| 0-4        | Reggiana-Torino           | 1-1         |
| 8-1        | Torres-Porto MN           | 1-0         |

| andata      | 4ª giornata            | ritorno     |
| 11 nov 2006 |                        | 24 feb 2007 |
| 3-1         | Atalanta-Agliana       | 0-2         |
| 1-1         | Bardolino Verona-Milan | 0-0         |
| 0-2         | Firenze-Reggiana       | 0-0         |
| 1-1         | Tavagnacco-Fiammamonza | 0-4         |
| 4-1         | Torino-Torres          | 3-3         |
| 5-0         | Vigor-Porto MN         | 2-3         |

| andata     | 7ª giornata                  | ritorno     |
| 2 dic 2006 |                              | 14 apr 2007 |
| 0-0        | Agliana-Milan                | 3-0         |
| 1-2        | Fiammamonza-Bardolino Verona | 0-1         |
| 2-5        | Porto MN-Atalanta            | 2-1         |
| 2-1        | Tavagnacco-Firenze           | 1-6         |
| 2-1        | Torres-Reggiana              | 0-3         |
| 2-2        | Vigor-Torino                 | 1-6         |

| andata      | 10ª giornata            | ritorno     |
| 13 gen 2007 |                         | 12 mag 2007 |
| 1-1         | Agliana-Porto MN        | 2-1         |
| 0-0         | Atalanta-Firenze        | 0-1         |
| 4-0         | Bardolino Verona-Torino | 2-2         |
| 2-0         | Milan-Vigor             | 0-5         |
| 2-3         | Reggiana-Tavagnacco     | 5-0         |
| 2-2         | Torres-Fiammamonza      | 1-3         |

| andata      | 2ª giornata              | ritorno    |
| 14 ott 2006 |                          | 3 feb 2007 |
| 0-1         | Atalanta-Reggiana        | 2-1        |
| 0-2         | Firenze-Bardolino Verona | 1-3        |
| 1-8         | Porto MN-Fiammamonza     | 2-5        |
| 2-2         | Tavagnacco-Agliana       | 1-2        |
| 2-1         | Torino-Milan             | 2-2        |
| 1-2         | Vigor-Torres             | 1-6        |

| andata      | 5ª giornata              | ritorno     |
| 18 nov 2006 |                          | 17 mar 2007 |
| 1-3         | Agliana-Bardolino Verona | 1-2         |
| 1-0         | Fiammamonza-Torino       | 1-0         |
| 0-3         | Milan-Reggiana           | 1-1         |
| 0-3         | Porto MN-Tavagnacco      | 2-3         |
| 0-0         | Torres-Atalanta          | 4-2         |
| 3-3         | Vigor-Firenze            | 2-3         |

| andata     | 8ª giornata               | ritorno     |
| 9 dic 2006 |                           | 21 apr 2007 |
| 1-0        | Atalanta-Vigor            | 1-3         |
| 6-0        | Bardolino Verona-Porto MN | 8-0         |
| 1-1        | Firenze-Agliana           | 2-2         |
| 1-0        | Milan-Torres              | 1-5         |
| 0-0        | Reggiana-Fiammamonza      | 1-1         |
| 4-2        | Torino-Tavagnacco         | 6-1         |

| andata      | 11ª giornata                | ritorno     |
| 20 gen 2007 |                             | 19 mag 2007 |
| 0-0         | Fiammamonza-Agliana         | 1-1         |
| 2-2         | Firenze-Torres              | 2-3         |
| 1-3         | Porto MN-Milan              | 0-2         |
| 2-6         | Tavagnacco-Bardolino Verona | 1-4         |
| 2-0         | Torino-Atalanta             | 1-3         |
| 1-7         | Vigor-Reggiana              | 1-3         |

| andata      | 3ª giornata               | ritorno     |
| 21 ott 2006 |                           | 10 feb 2007 |
| 0-2         | Agliana-Torino            | 0-3         |
| 0-0         | Fiammamonza-Vigor         | 2-2         |
| 1-2         | Milan-Atalanta            | 2-2         |
| 1-2         | Porto MN-Firenze          | 0-1         |
| 1-2         | Reggiana-Bardolino Verona | 3-4         |
| 1-1         | Torres-Tavagnacco         | 3-3         |

| andata      | 6ª giornata             | ritorno     |
| 25 nov 2006 |                         | 24 mar 2007 |
| 1-1         | Atalanta-Fiammamonza    | 0-0         |
| 2-0         | Bardolino Verona-Torres | 4-1         |
| 0-1         | Firenze-Milan           | 1-0         |
| 0-1         | Reggiana-Agliana        | 1-0         |
| 3-2         | Tavagnacco-Vigor        | 2-0         |
| 2-1         | Torino-Porto MN         | 3-0         |

| andata      | 9ª giornata            | ritorno     |
| 16 dic 2006 |                        | 28 apr 2007 |
| 0-1         | Fiammamonza-Milan      | 0-0         |
| 1-1         | Porto MN-Reggiana      | 0-5         |
| 1-2         | Tavagnacco-Atalanta    | 2-0         |
| 4-0         | Torino-Firenze         | 4-2         |
| 2-0         | Torres-Agliana         | 2-2         |
| 2-1         | Vigor-Bardolino Verona | 0-8         |

## Statistiche

### Classifica marcatori
Aggiornata al 19 maggio 2007
| Gol |  |  | Giocatore           | Squadra          |
| --- |  |  | ------------------- | ---------------- |
| 21  |  |  | Patrizia Panico     | Bardolino Verona |
| 17  |  |  | Maria Ilaria Pasqui | Torino           |
| 16  |  |  | Melania Gabbiadini  | Bardolino Verona |
| 15  |  |  | Pamela Conti        | Torres           |
| 15  |  |  | Valentina Boni      | Bardolino        |
| 13  |  |  | Silvia Fuselli      | Torino           |
| 13  |  |  | Paola Brumana       | Tavagnacco       |
| 13  |  |  | Evelyn Vicchiarello | Senigallia       |
| 12  |  |  | Teresina Marsico    | Reggiana         |
| 10  |  |  | Ilaria Mauro        | Tavagnacco       |
| 10  |  |  | Daniela Sabatino    | Reggiana         |